# Montigny-lès-Vesoul
Montigny-lès-Vesoul é uma comuna francesa na região administrativa de Borgonha-Franco-Condado, no departamento de Alto Sona. Estende-se por uma área de 6,47 km². Em 2010 a comuna tinha 667 habitantes (densidade: 103,1 hab./km²).